# Autorretrato (Carla Accardi)
Autorretrato é um obra da artista italiana Carla Accardi conservada na prestigiosa Galeria dos Autorretratos da Galeria Uffizi, em Florença.

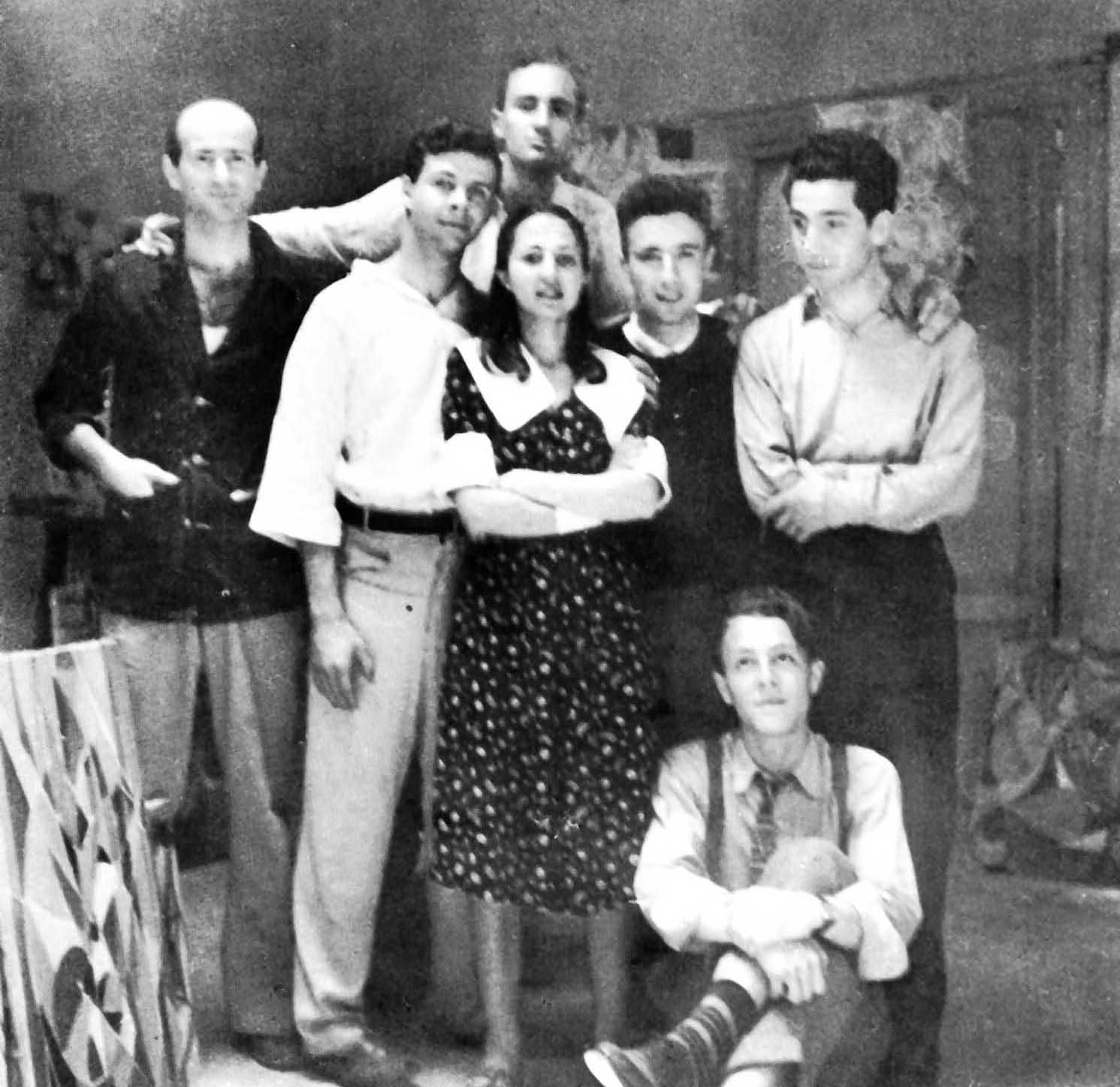
Carla Accardi e o Gruppo Forma 1

## Introdução
O autorretrato, na história da arte ocidental, tem sido tradicionalmente associado à expressão de identidade individual, legitimidade profissional e afirmação de status. Quando Carla Accardi cria seu este autorretrato em 2009, no contexto do prestigioso acervo de autorretratos da Galeria Uffizi, ela não apenas se insere nessa longa tradição, mas a transforma radicalmente. Sua obra abandona a representação mimética, utilizando uma linguagem abstrata e gestual que propõe novas formas de conceber o eu e o ato criativo.
Accardi, figura central da arte italiana do pós-guerra e cofundadora do Gruppo Forma 1, sempre articulou sua prática artística com reflexões políticas e sociais. Em sua trajetória, a linguagem visual foi concebida não como meio de reprodução do visível, mas como invenção de signos alternativos para um mundo em transformação.

## Análise Formal e Técnica
A obra é executada em vinil sobre tela, material que a artista começou a adotar nos anos 1960, em substituição à pintura a óleo. Essa escolha é tanto formal quanto conceitual: o vinil, por sua transparência e flexibilidade, permite jogos de luz e cor que reforçam a imaterialidade da imagem.
Em lugar de uma figura humana, a superfície é dominada por signos caligráficos — formas abertas, em fluxo constante, que sugerem uma escrita sem alfabeto fixo. Como observa Giovanna Manzella, para Accardi "o gesto é um modo de ser no mundo, mais do que de representá-lo".
A paleta cromática, vibrante e contrastante, reforça a energia vital da obra. Cores fluorescentes, como laranja, verde e rosa, criam tensões e movimentos internos que impedem qualquer estabilidade visual, evidenciando a noção de identidade como processo inacabado.

## Dimensões Conceituais
O autorretrato de Accardi propõe uma concepção do eu como construção contínua, múltipla e aberta — um tema caro à filosofia contemporânea. A artista rejeita a noção renascentista de "captura do semblante" e, em vez disso, cria uma autorrepresentação feita de gestos, sinais e ritmos.
Como apontam estudiosos da arte feminista, a recusa da representação mimética pode ser interpretada como uma estratégia de resistência ao olhar normativo. No contexto de Accardi, essa recusa adquire ainda maior potência: é uma artista mulher, em idade avançada, propondo uma autorrepresentação que desafia as categorias tradicionais de gênero, envelhecimento e autorrealização.
A própria superfície do quadro — permeável, sem limites rígidos entre fundo e figura — traduz visualmente a concepção pós-moderna de subjetividade como relação e interdependência. Não há um "eu" isolado; há fluxos de energia e comunicação em contínuo devir.

## Lugar na Tradição dos Autorretratos
A Galeria Uffizi, em Florença, possui uma das mais antigas e importantes coleções de autorretratos do mundo, iniciada no século XVII pela Família Médici. Tradicionalmente, esse acervo foi dominado por retratos figurativos de grandes mestres homens, como Rembrandt, Rubens e Velázquez.
A inclusão do autorretrato de Accardi em 2009 marca não apenas o reconhecimento de sua importância individual, mas também a abertura da instituição à redefinição de conceitos históricos. O fato de um autorretrato abstrato — e ainda por cima de uma mulher — integrar essa coleção é altamente simbólico: significa a aceitação de que a arte contemporânea reformulou a própria noção de identidade e autorrepresentação.
Em contraste com a afirmação estável e hierárquica de si típica dos autorretratos antigos, Accardi propõe uma imagem do artista como sujeito fluido, plural e em constante transformação.

## Accardi e o Contexto do Autorretrato Contemporâneo
No campo mais amplo do autorretrato contemporâneo, artistas como Cindy Sherman, Ana Mendieta e Francesca Woodman já haviam problematizado as categorias de identidade e gênero a partir dos anos 1970. No entanto, o gesto de Accardi difere: ela não se retrata assumindo múltiplos papéis ou dramatizando performances; ela se retrata através da pura inscrição gráfica, sugerindo que sua identidade está nos próprios traços da criação.
Esta abordagem a aproxima da tradição da "escrita automática" do surrealismo, embora sem o viés do inconsciente freudiano. Para Accardi, o gesto é consciente, deliberado, aberto — uma forma de liberdade estética e existencial.
Além disso, a escolha de continuar a criar e inovar na terceira idade desafia as narrativas patriarcais da obsolescência da mulher madura no campo artístico.

## Relevância
O autorretrato de Carla Accardi é uma obra seminal que sintetiza as grandes linhas de sua poética: a abstração como linguagem do ser, o gesto como construção identitária e a recusa da representação tradicional como ato de liberdade.
Inserido na coleção dos Uffizi, o autorretrato de Accardi não apenas reescreve a história da arte a partir de uma perspectiva contemporânea, mas também reafirma o poder da linguagem abstrata em articular subjetividades complexas, plurais e insurgentes.